# Palmar (klooster)

Het wapen van de voormalige gemeente Bellingwolde toonde het klooster

Palmar (ook Palmaer, Pallamaer, Pallemar, Pallamarum, Palmarum, Palma, Palla, Poel (?)) is een voormalig Premonstratenzer (Norbertijner)klooster, dat in de Dollard is verdronken. Het nabijgelegen buurtschapje had mogelijk dezelfde naam.
De naam Palmar betekent 'poel' of 'moerassige laagte'. De naam Pallert kwam ook elders in Groningen voor.
Palmar behoorde tot het kerspel Tysweer in het landschap Reiderland. Kerkelijk viel het onder de proosdij Nesse in het bisdom Münster. Waar het klooster zich precies heeft bevonden, is onbekend. Het moet hebben gelegen tussen de Punt van Reide en Finsterwolde, in de nabijheid van het latere veeneiland Munnikeveen en in de buurt van de eveneens verdwenen plaatsen Zwaag en Tysweer. Het klooster stond vermoedelijk aan de rand van het hoogveengebied. Het veen klonk door de ontginningsactiviteiten in en werd daardoor gevoeliger voor wateroverlast.

## Geschiedenis
Het klooster van de Norbertijnen in Palmar werd rond 1204 gesticht vanuit het Oost-Friese klooster Barthe bij Hesel. Het klooster droeg de naam Porta Sancte Marie (Sint-Mariënpoort, ook wel Porta Major). Het was een dubbelklooster, dat betekent dat er aparte vleugels waren voor monniken en nonnen. Bij een visitatie in 1288 telde het klooster 190 inwoners. Dit aantal wordt tegenwoordig betwijfeld. Mogelijk zijn behalve de lekenbroeders ook de meiden en knechten en de pachters van het nabijgelegen kloosterland daarin meegeteld.
Een afbeelding van het klooster zou te zien zijn op het zegel van het middeleeuwse landschap Reiderland, dat in 1894 in een gemoderniseerde versie in het gemeentewapen van Bellingwolde en in 1968 in het wapen van het Reiderzijlvest werd opgenomen. De afbeelding toont een vroeg-dertiende-eeuws klooster met twee torens; een daarvan is getooid met een koepeldak en een kruis, hetgeen doorgaans als een symbool voor het heilige graf geldt. Het zegel moet wellicht worden gezien als een symbolische voorstelling van het Hemelse Jeruzalem. De tweede toren vertoont overigens enige overeenkomsten met de 13e-eeuwse klokkentoren van het dorp Midlum in het Duitse Rheiderland. Het perspectief van de afbeelding is echter sterk vertekend.
Palmar gold als een van de belangrijkste centra van het verdronken Reiderland. De proost van het klooster verkreeg in 1256 het patronaatsrecht over de kerk van Reide (vermoedelijk Oosterreide) van de rijksabdij te Werden. Volgens overleveringen werden de volksvergaderingen, rechtdagen en waterstaatsbijeenkomsten (particuliere Landdaghen, warven ende waerdaghen) voor het Reiderland beurtelings in de kloosters van Palmar en Reide gehouden. Het klooster speelde onder meer een rol bij de optekening van landrecht van het Oldambt en het Reiderland in 1427. De optekening vond plaats in de volksvergadering van Palmar onder toezicht van tien gekozenen (per decem electos in terra Reydensi in communi coetu Pallae).
De Reiderlander hoofdeling Tidde Wyneda, die door tijdgenoten medeverantwoordelijk werd gehouden voor het ontstaan van de Dollard, was volgens de overleveringen zodanig verarmd, dat hij zich als kostganger (provenier) had laten opnemen in het klooster. De proveniers betaalden doorgaangs flink voor hun verzorgde oudedag in het klooster. Het verhaal is kennelijk ontstaan als verklaring voor de uitbreiding van de Dollard.
Waar het klooster precies heeft gelegen, is niet bekend. Ten zuiden van de Punt van Reide nabij de Kerkeriet meende men ooit de resten van een kerkgebouw te hebben gezien. Die werden soms toegeschreven aan Palmar. Mogelijk ontleende de Bolplaat (bol < pol < pal) zijn naam aan het klooster. Deze plaat sloot in de negentiende eeuw direct aan bij de noordkant van het Munnikeveen; hij werd begrensd door het Noorder Oude Riet. Op grond hiervan zouden we Palmar op de rand van kwelders ten noorden van de huidige Dollarddijk bij boerderij Knorrenburg kunnen situeren. Een lokatie verder oostelijk is echter ook mogelijk, bijvoorbeeld in de landpunt tussen de kerspelen Oost- en West-Finsterwolde, waar misschien het voorwerk Finsterwolde heeft gelegen.

## Ondergang
Een jaar na een grote stormvloed in 1446 werd het klooster opgeheven en werden de goederen verdeeld. Het kloostergebouw en de omliggende landerijen vervielen aan het klooster Bloemhof in Wittewierum, evenals de kloosterboerderijen (voorwerken) te Finsterwolde (Fynserewolda) en Klein Wierum (Claywerum) bij Holwierde, dat in 1216 door het Bloemhof was gesticht. Het landgoed Bonenborch (Groß en Klein Bohnenburg) bij het Oost-Friese Hamswehrum verviel aan het zusterklooster te Dokkum, die het via een tussenpersoon doorverkocht aan het benedictijnerklooster te Langen. De kloosterlingen vertrokken naar Dokkum, de achterblijvende bewoners vielen voortaan onder de zorg van het klooster te Wittewierum, dat mogelijk ook het voorwerk te Finsterwolde overnam. Het zou daarbij kunnen gaan om de meest westelijke boerderij van het gehucht Veenhuizen ('Oude Werf'), waar volgens een bericht uit 1828 eerder skeletresten waren gevonden. De opstrek van deze boerderij reikt tot de omgeving waar het klooster Palmar kan worden vermoed. De gemeentelijke archeologienota vermoedt hier echter de verdwenen kerk van Oost-Finsterwolde.
In 1454 werd een beschermende dijk gelegd van de Reide naar Finsterwolde met het doel het Oldambt te beschermen tegen het opdringende zeewater. Deze dijk werd over het veen gelegd en was daarom niet erg stabiel. In 1565 werd het (toen reeds lang verdwenen) gebied van Palmar door enkele getuigen beschreven als moergront end darch. Het zal een laaggelegen moerasachtig gebied zijn geweest. De dijk van Palmar naar Finsterwolde brak vermoedelijk al omstreeks 1470, maar het gebied bleef nog een tijdlang bewoonbaar. Bejaarde getuigen verklaarden in 1565 dat de dorpen Swaag met Tysweer en Palmaer voer een deel nog corts in esse [zijn] en fleur syn geweest. Enkele zeventig tot tachtigjarigen berichtten in 1587 dat zij het kloosterterrein nog betreden hadden. Ook Ubbo Emmius verklaart in 1590 dat deze dorpen nog in de tijd van zijn grootouders boven de golven uitstaken. In de Prophecye van Jarfke uit 1597 wordt gesteld dat "die Eemse" (lees: de Ee) bij Palmaer niet breder was dan wat "een Man met een slenger konde oversmijten". De profeet zou ooit met zijn schip van Palmaer naar Termunten zijn gevaren.
Nadat de oeverwal van de Eems in 1509 doorbrak, kon het water niet meer gekeerd worden. Omstreeks die tijd stonden er vermoedelijk nog een of meer boerderijen en waren de ruïnes van het klooster nog te zien. De ongeveer zestigjarige Heercke Weertsz te Dijkhuizen bij Appingedam verklaarde ten minste in 1566 dat hij in Palmar was geboren. Daarna werden de restanten snel door de zee opgeruimd.
In het Duits-Rheiderlandse Sankt Georgiwold bestond later de overlevering dat de Middelweg alhier deel uitmaakte van een heerweg die vanuit Münster via Sankt Georgiwold naar het klooster Palmar liep.

## Poel
In een register van verdronken parochies omstreeks 1475 wordt een bestaand kerkdorp Poel genoemd tussen Weenermoor en Boen. De meeste onderzoekers gaan er - in navolging van Stratingh en Venema - van uit dat het ver van hier gelegen klooster Palmar wordt bedoeld, hoewel de gebruikelijke aanduiding conventus hier ontbreekt. Bovendien was het klooster al in 1447 ontruimd.
Oost-Friese auteurs hebben daarom gewezen op het moerassige natuurgebied Püttenbollen te Weener-Holthusen, waar volgens overleveringen een verdronken stad zou hebben gelegen.

## Trivia
- Er zijn enige straten genoemd naar Palmar: in Oostwold (gem. Scheemda) Palmarstraat, in Scheemda Palmarlaan. Een nieuwe boerderijnaam is Palmar-plaats te Nieuwolda